# أوتو بيندر
أوتو بيندر (بالإنجليزية: Otto Binder)‏‏ (26 أغسطس 1911 في بسيمر - 13 أكتوبر 1974 في نيويورك) روائي، وكاتب، وكاتب سيناريو، وكاتب خيال علمي من الولايات المتحدة.

## الجوائز
- جائزة بيل فينغر  [لغات أخرى]‏

## روابط خارجية
- أوتو بيندر على موقع IMDb (الإنجليزية)
- أوتو بيندر على موقع قاعدة بيانات الفيلم (الإنجليزية)